# Arrow Rock (Neuseeland)
Arrow Rock, auch Fifeshire Rock genannt, ist eine kleine Felseninsel vor dem zur Tasman Bay / Te Tai-o-Aorere gehörenden Port Nelson vor der Küste von Nelson, Neuseeland.

## Geographie
Die rund sieben Meter hohe Felseninsel liegt rund 215 m vor der Küste von Nelson und rund 245 m südlich von der mehr als größeren Insel Haulashore Island. Vor der Entstehung der Insel Haulashore Island war zwischen ihr und dem Arrow Rock die Zufahrt zum Port Nelson. Die kleine, 7 m hohe Insel erstreckt sich über rund 25 m in Westnordwest-Ostsüdost-Richtung und misst an ihrer breitesten Stelle rund 12 m in Nord-Süd-Richtung.

## Geschichte
Die Insel erhielt ihren offiziellen Namen von Arthur Wakefield, als dessen Schiff, die Arrow, am 1. November 1841 die Passage zwischen dem Felsen und der heutigen Insel Haulashore Island durchfuhr. Ihren zweiten Namen erhielt die Insel nach dem Schiffbruch des Immigrantenschiffs Fifeshire am 27. Februar 1842. Die Bark hatte Siedler nach Nelson gebracht und fuhr unter Ballast mit einem Lotsen an Bord. Aufgrund einer plötzlichen Flaute trieb sie bei der Rückfahrt antriebslos auf den Felsen. Später kam es zu mehreren weiteren Strandungen und Schiffbrüchen an dem Felsen.
Die Zufahrt zum Nelson Harbour war seinerzeit nur durch die schmale Durchfahrt zwischen dem Arrow Rock und Haulashore Island möglich, die durch eine sich zunehmend ausdehnende Sandbank weiter eingeschränkt wurde. Um den Hafen zu retten, wurde daher eine neue Zufahrt, der „Cut“, ausgehoben, die am 30. Juli 1906 eröffnet wurde und seitdem durch regelmäßiges Ausbaggern vor der Verlandung geschützt wird.

## Flora und Fauna
Auf dem Felsen leben einige Tüpfelscharben.